# Waterstofcyanide
Waterstofcyanide of blauwzuur is een anorganische verbinding van waterstof, koolstof en stikstof, met als brutoformule HCN. Het is een extreem giftige kleurloze tot zeer licht blauwe vloeistof, die vlak boven kamertemperatuur kookt. Het is een zwak zuur en het is goed oplosbaar in water.
De toxische werking van blauwzuur berust op het verstoren van de ATP-productie in de mitochondriën. Blauwzuur ruikt naar amandelen, hoewel een genetisch defect bij sommigen het waarnemen ervan belemmert. Ook de zouten van blauwzuur, de cyaniden, zijn zeer giftige verbindingen. Zo bedraagt de dodelijke dosis van kaliumcyanide (KCN) voor een gemiddelde mens minder dan een gram: de LD50 ligt op 2,857 milligram per kilogram lichaamsgewicht.

## Geschiedenis
In 1752 ontdekte de Franse scheikundige Pierre-Joseph Macquer de samenstelling van de kleurstof Pruisisch blauw. De kleurstof bestaat uit een complexe samenstelling van gehydrateerd ijzer(III)cyanide, dat kan worden omgezet in ijzer(III)oxide en gasvormig waterstofcyanide. In 1783 werd waterstofcyanide in zuivere vorm geabstraheerd door de Zweed Carl Wilhelm Scheele en kreeg de stof de Duitse naam Blausäure (letterlijk: blauwzuur). Deze naam werd afgeleid van de herkomst uit Pruisisch blauw en van het zure karakter van de stof. In 1787 toonde de Franse scheikundige Claude-Louis Berthollet aan dat waterstofcyanide geen zuurstof bevat. Dit was een belangrijke correctie op de theorie dat elk zuur een zuurstofatoom zou moeten bevatten. In 1815 werd door Louis Gay-Lussac de chemische structuur van waterstofcyanide bepaald.
In het begin van de 20e eeuw werd waterstofcyanide herkend als een potentieel pesticide. Pas enkele decennia later werd het inderdaad als pesticide toegepast. Dit kwam doordat eerst enkele problemen bij de toepassing moesten worden opgelost. Ten eerste moest waterstofcyanide niet meer ter plekke worden gesynthetiseerd, maar in een fabriek. Een tweede verbetering werd door dr. Walter Heerdt toegepast. Hij paste de Zyklon-methode toe: er werd vloeibare waterstofcyanide toegevoegd aan een stof, die als drager dient. Het gas kan hierdoor beter worden vervoerd en gebruikt zonder dat de gebruiker gevaar loopt. Tevens kan het lang bewaard worden bij zowel hoge als lage temperaturen.
Vanaf begin 1942 werd Zyklon B, de letter B van Blausäure (blauwzuur), toegepast door het naziregime in de concentratie- en vernietigingskampen Auschwitz-Birkenau en Majdanek als dodelijk gif.

## Voorkomende vormen
Puur watervrij waterstofcyanide is een instabiele, gevaarlijke stof, die geneigd is om spontane veranderingen te ondergaan. Verschillende planten, behorend tot het geslacht Prunus, waaronder de zure kers en de amandelboom scheiden na behandeling met water een vluchtige olie met daarin waterstofcyanide uit. Waterstofcyanide ontstaat uit een reactie van water met amygdaline, een glycoside uit deze planten. Door het enzym emulsine worden water en amygdaline omgezet in waterstofcyanide en een vluchtige olie. Dit is bijvoorbeeld het geval in pitten van sommige vruchten zoals (bittere) amandelen.
Het is ook aangetoond dat waterstofcyanide en de geprotoneerde vorm ervan (HCNH+) voorkomen in de ruimte. Het gas kan worden geobserveerd met telescopen.

## Synthese
Blauwzuur wordt geproduceerd door zuurstofrijke lucht en een mengsel van methaan en ammoniak over een platina-katalysator te laten reageren tot blauwzuur en waterstofgas. Dit wordt het Andrussow-proces genoemd:
{\displaystyle {\ce {CH4 + NH3 -> HCN + 3H2}}}
De productie van blauwzuur op industriële schaal vindt plaats via deze methode.
Een alternatieve synthese is het behandelen van een anorganisch cyanide (zoals natriumcyanide) met een zuur.
{\displaystyle {\ce {NaCN + H+ -> HCN + Na+}}}
Omdat waterstofcyanide een zwak zuur is, wordt het cyanide-anion vlot geprotoneerd bij de aanwezigheid van een sterker zuur (zoals zwavelzuur).
Er is ook een andere experimentele synthese voor blauwzuur. Hierbij reageert koolstof met ammoniak onder invloed van straling tussen de 0,01 en 3 GHz. De stralingsbron heeft een vermogen van 3000 watt. De totale straling die gebruikt wordt is 2 kWh/kg. Hiervoor is ook een metaal als katalysator nodig. Metalen die hiervoor gebruikt kunnen worden zijn rodium, platina, nikkel, kobalt, lood, zilver, koper, ruthenium en wolfraam. Dit is een zeer experimentele methode.
{\displaystyle {\ce {C + NH3 -> HCN + H2}}}

## Structuur en reactiviteit
Waterstofcyanide is een klein lineair molecuul met drievoudige binding tussen koolstof en stikstof. De molecule vertoont zwakke vanderwaalskrachten, waardoor het kookpunt relatief laag ligt (rond de 26 °C). Bij kamertemperatuur is blauwzuur een vloeistof die zeer gemakkelijk verdampt. Bij verwarming kan blauwzuur explosief polymeriseren; om dit te vermijden mag het alleen gestabiliseerd worden opgeslagen. Als stabilisatoren kunnen mierenzuur of zwaveldioxide worden gebruikt. Blauwzuur is een zwak zuur met een pKa van 9,36. In oplossing zal het zuur dissociëren in één proton en in het cyanide-anion:
{\displaystyle {\ce {HCN <=> H+ + CN-}}}

## Toepassingen
Waterstofcyanide wordt op industriële schaal geproduceerd, omdat het met metalen eenvoudig complexen vormt. Het wordt bijvoorbeeld aangewend om goud te extraheren uit bepaalde ertsen:
{\displaystyle {\ce {4Au + 8HCN + O2 + 4OH- -> 4[Au(CN)2]- + 6H2O}}}
De oplossing van het goudcomplex wordt vervolgens gereduceerd met zink.
Verder wordt waterstofcyanide gebruikt bij de synthese van adiponitril en acetoncyanohydrine, beide tussenproducten bij de productie van kunststoffen.

## Toxicokinetica

### Adsorptie
Waterstofcyanide is een klein, in vet oplosbaar molecuul. Hierdoor diffundeert het snel door de membranen van longblaasjes. Hierna vindt distributie door het hele lichaam plaats, de opname door de maag gaat ook snel. Het zure milieu bevoordeelt de niet-geïoniseerde vorm, die door passieve diffusie sneller door de maagwand kan. Cyanide dat door het maag-darmstelsel wordt opgenomen, wordt in de lever gemetaboliseerd. Wanneer cyanidezouten worden opgenomen wordt het cyanide-anion in de maag geprotoneerd, waarna het dezelfde route als waterstofcyanide aflegt.
Waterstofcyanide is lipofiel: wanneer de huid in contact komt met vloeibaar waterstofcyanide wordt dit ook opgenomen.

### Metabolisme
Het cyanide-anion wordt in de lever omgezet in het oplosbare thiocyanaat. Ongeveer 80% van het cyanide wordt op deze manier gedetoxificeerd. De omzetting vindt plaats in de mitochondriën door het enzym rhodanese. De omzetting in thiocyanaat is onomkeerbaar en het thiocyanaat kan door de urine worden uitgescheiden. Het is daardoor onwaarschijnlijk dat thiocyanaat zich in het menselijk lichaam ophoopt. Kleine hoeveelheden van vrij cyanide kunnen ook door de longen, zweet, speeksel en urine worden uitgescheiden.
Cyanide kan een complex vormen met kobalt in hydroxocobalamine, waarna cyanocobalamine, een vaak voorkomende vorm van vitamine B12, ontstaat.

## Toxicodynamica
Cyanide bindt reversibel aan het cytochroom A3-complex, ook bekend als cytochroomoxidase of complex IV, in de mitochondriën van cellen. Dit is het laatste complex werkzaam bij de oxidatieve fosforylering. Het complex transporteert elektronen naar zuurstof, dat dan wordt gereduceerd tot water. Het cyanide bindt aan het Fe3+-ion dat in het cytochroom A3 zit. Na binding van cyanide wordt het elektronentransport geïnhibeerd en dit heeft snel effect op het celmetabolisme. Het elektronentransport is gekoppeld aan ATP-synthese. Deze synthese wordt mogelijk gemaakt door de verplaatsing van protonen naar de tussenmembraanruimte. Het blokkeren van het elektronentransport door cytochroom A3 zorgt ervoor dat er ook geen protonen verplaatst worden. Hierdoor vindt er geen ATP-synthese meer plaats en er wordt overgegaan op anaeroob metabolisme. Het zenuwstelsel en de hersenen kunnen niet goed functioneren bij de lage ATP-hoeveelheden, daarnaast stijgt de hoeveelheid melkzuur, hetgeen leidt tot zuurstofgebrek en acidose. Dit kan een hartstilstand tot gevolg hebben. De toxische werking van cyanide kan ongedaan worden gemaakt door snel een tegengif toe te dienen, maar dit moet wel binnen 2-4 uur gebeuren.

## Blootstelling en symptomen

### Acute blootstelling
Acute blootstelling kan leiden tot algemene zwakte, hoofdpijn, verwarring, duizeligheid, moeheid, paniek, kortademigheid, misselijkheid en braken. Door de kortademigheid kan iemand in een coma raken. Uiteindelijk kan dit tot de dood leiden. Bij grote doses blauwzuur treedt onmiddellijke bewusteloosheid op met daarop volgend de dood.

### Chronische blootstelling
Chronische blootstelling kan leiden tot dezelfde soort symptomen. Het kan ook leiden tot irritatie van de huid en neus. De schildklier wordt er ook gevoelig voor.

### Inhalatie
De effecten van blauwzuur zijn sterk afhankelijk van de concentratie. Lage concentraties zorgen voor klassieke cyanidevergiftigingsymptomen, maar hebben niet meteen de dood tot gevolg. Hogere concentraties cyanide in het lichaam zijn wel dodelijk.
Tabel 1: tijd tot dood door inhalatie van een dosis waterstofcyanide
| mg m−3 | ppm | tijd tot dood |
| ------ | --- | ------------- |
| 150    | 135 | 30 min.       |
| 200    | 180 | 10 min.       |
| 300    | 270 | spontaan      |

### Oraal
Na inname kan cyanide snel leiden tot niet-specifieke effecten op het centrale zenuwstelsel, het hart en de ademhaling. Ernstige vergiftiging leidt tot benauwdheid, stuiptrekkingen en de dood. De TDLO is minder dan 1 mg kg−1.

### Huidopname
Opname door de onbeschadigde huid kan leiden tot toxiciteiten, deze zijn heviger wanneer opname door beschadigde huid plaatsvindt. De LD50 voor opname door de huid is relatief hoog, deze bedraagt 100 mg/kg−1.

### Blootstelling van dieren
Ook voor dieren is waterstofcyanide een sterk en potent gif. Zuurstofopname in organen wordt verlaagd. Het brein en het hart zijn hiervoor extra gevoelig.
Tabel 2: Dodelijke concentraties bij ratten
| LC50(ppm) | tijd tot dood |
| --------- | ------------- |
| 160       | 30 min.       |
| 275       | 15 min.       |
| 323       | 5 min.        |

Dieren die zijn blootgesteld aan waterstofcyanide vertoonden tevens schade aan de oogzenuwen (nervi optici) en aan het netvlies. Herhaaldelijke blootstelling zorgde voor afbraak van de myelineschede rond de zenuwuiteinden in ratten en apen.

## Behandeling
Een complicerende factor bij het behandelen van een blauwzuurvergiftiging is de snelheid waarmee deze intreedt. Hoewel de precieze behandelingsprotocollen per instelling of situatie kunnen verschillen, bestaat de detoxificatie van een blauwzuurvergiftiging over het algemeen uit twee fasen. De eerste stap is het losmaken van het cyanide uit het cytochroom c-oxidase. Dit gebeurt veelal door inductie van methemoglobine met behulp van 4-DMAP; tegenwoordig heeft het echter de voorkeur om hydroxocobalamine te geven, met als voordeel dat hierbij geen methemoglobine wordt gevormd. Zowel methemoglobine als cobalamine hebben een hogere affiniteit voor cyanide dan het cytochroom c-oxidase. In uitzonderlijke gevallen wordt wel nitriet (amylnitriet, via inhalatie, en/of natriumnitriet, intraveneus) gegeven. Nitriet veroorzaakt echter een sterke daling van de bloeddruk. Overmatige methemoglobinevorming kan worden bestreden met een dosis methyleenblauw. De tweede stap bestaat uit het toedienen van thiosulfaat, dat met cyanide reageert tot het relatief onschadelijke thiocyanaat. Dit kan gemakkelijk door de nieren worden uitgescheiden. Het thiosulfaat wordt meestal intraveneus gegeven in ampullen van 50 ml; deze bevatten 12,5 gram thiosulfaat, wat meestal toereikend is. Als de symptomen blijven bestaan kunnen halve doses thiosulfaat worden herhaald.